# Anatolij Olekszandrovics Timoscsuk
Anatolij Olekszandrovics Timoscsuk (ukránul: Анатолій Олександрович Тимощук; Luck, 1979. március 30. –)Visszavonult ukrán labdarúgó.

## Fiatal évei
Timoscsuk március 30-án, Luckban született, a Volinyi területi székhelyen.
Fiatal korában a futball iránti érdeklődése elsősorban az édesapja példája erősítette, aki ugyan nem volt profi játékos, de nagy szívvel űzte ezt a játékot. Tudván azt, hogy fia tehetséges, az édesapa megszervezte, hogy Volodimir Bajszarovics egyengesse fia korai pályafutását , és 14 éves kora között. Timo tehetséges játékossá érett a helyi Voliny Luck csapatában, pont abban az időben, amikor a híres Oleh Luzsnij is a klubnál volt.
Jelentkezett a Dinamo Kijiv futballiskolájába, ahol profi futball oktatásban részesült, ráadásul az utolsó, 8. évében egy éven át Andriy Shevchenkóval is együtt játszhatott. 16 éves korában szerződésajánlatot kapott a Dynamo Kijev elnökétől Gregoris Surkistól, de a családdal történő megbeszélések után, közösen elutasították azt, mondván még túl fiatal a nagy kalandhoz.

### Voliny Luck
Így 16 éves korában, a Volyn Lutsk menedzsere, Vitaliy Kvartsyanyi rábeszélte őt, hogy jöjjön vissza szülővárosába, és első osztályú futballt garantált neki. Tymó 3 szezont játszott a Lutsk csapatában, és ezen 3 év alatt közel volt ahhoz, hogy az Osztrák Bundesligába, a Tirol Innsbruck csapatához szerződjön. Pályafutásának ezen időszakában Tymó még csatárként szerepelt.

### Sahtar Doneck
Két sikeresen, a Voliny első csapatában eltöltött szezon után, Timoscsuk felkeltette nagyobb klubok érdeklődését, mint például a ma már kevéssé ismert Csornomorec Odeszáét. 1997-ben, 18 éves korában, a Sahtar Doneck vezetését megszerezte Ukrajna leggazdagabb embere, Rinat Ahmetov, aki 20.000 dollárt fizetett érte.
A Sahtar csapatában 1998 áprilisában mutatkozott be, és mindjárt gólt is szerzett a 3-3-ra végződő találkozón a Tavriya csapata ellen. A következő fellépésén még eredményesebben játszott a Csornomorec ellen. A Sahtar trénere, Valerij Jaremcsenko átküldte Timoscsukot a jobb oldalra, és a középpálya közepén szánt neki feladatot.
A Sahtar következő menedzsere Anatolij Biszkovec szintén kihasználta Timoscsuk sokoldalúságát, de hamarosan nyilvánvalóvá vált, hogy a legjobb helye a 4 védő előtt van. 5 szezon után, Tymó megszerezte első trófeáját a Sahtarral a 2001/2002-es szezonban. Később csapatkapitány lett, és még két bajnoki címet szerzett a Doneckkel 2005-ben, és 2006-ban.
Miután magas szinten teljesített hazája bajnokságában, megnőtt iránta a kereslet az európai futballpiacon. Olyan csapatok versengtek érte, mint például a Fiorentina, a Celtic, a Feyenoord, a Roma, vagy éppen a Juventus. A Feyenoord állt a legközelebb a megszerzéséhez, hivatalos ajánlatot is tettek a Hollandok a Sahtarnak, Doneckben. A Sahtar azonban nem volt elégedett a Hollandok által kínált pénz összegével, és a tárgyalások hamarosan berekedtek. Jelentések szerint az Ukránok 10 millió eurót kértek a játékosért.

### Zenyit
Egy évvel később az orosz Zenyit együttesébe fektetett be milliókat a Gazprom, és 15 millió eurós ajánlatukat már nem lehetett visszautasítani. Hamarosan csapatkapitány lett új csapatában, és a szezon vége is jól sikerült a számára, hiszen a klub első Orosz bajnoki címét szerezte meg történelme során. A klubbal elért sikerek után személyi sikerek következtek, a Sport-Ekszpressz a szezon játékosának választotta, és a neve bekerült egy előkelő listába, Oroszország legjobb 30 futballistája közé.
Az első szezon dicsősége tovább emelkedett, amikor is a Zenyit megnyerte a klub első európai trófeáját. Az orosz csapat az elődöntőben a Német óriás Bayern Münchent búcsúztatta magabiztos teljesítménnyel, s így bejutott a manchesteri döntőbe, ahol a Glasgow Rangers csapata várt rá.
A Zenyit pedig klasszis futballal rukkolt elő, és magabiztosan 2-0-ra meg is verték a Rangerst, megnyerve ezzel az UEFA-kupát. Timoscsuk volt a csapatkapitány, így ő vehette át a trófeát a City of Manchester stadionban.
Még ugyanazon év augusztusában, a 29 éves játékos még egy jelentős trófeát zsebelhetett be a csapatával, amikor is a Zenyit legyőzte a Manchester Unitedet az európai Szuperkupa döntőjében.

### Bayern München

#### 2009-10
2009 nyarán a bajor sztárklub az akkor 30 éves ukránt, a Bayern München igazolta le. Az érte fizetett összeg 11 millió euró volt.
Az első idénye során nem mindig tudott a csapat alapembere lenni; összesen 34 mérkőzésen játszott. Ugyan ez azt is jelenthetné, hogy a bajnokság minden mérkőzésen pályára lépett, de 21 bajnoki a mérlege, ezeken tízszer csak csere volt, gólja nincs. A Bajnokok Ligája sorozatban 7 mérkőzésen egy gólt szerzett a Juventus nyolcaddöntőbeli idegenbeli 4-1-es arányú győzelem során. Az Inter elleni döntőn Louis van Gaal nem nevezte a keretbe. A Werder Bremen elleni DFB-Pokal-döntőn tizenkét percet kapott csereként.
A labdarúgó a bajnokságban 1054 percet kapott.
Ugyan nem volt alapember, de része volt a bajnokság és a kupa megnyerésében, valamint a BL-döntőig való menetelésben.

#### 2010-11
A 2010-11-es szezonban a bajnokság első hét mérkőzésén egyszer kapott lehetőséget, csereként kilenc percet.
Ezt követően alapember lett, a nyolcadik és huszonötödik forduló között minden meccsen kezdő volt.
26 bajnokin háromszor is betalált (a Freiburg ellen egyszer, a Frankfurt ellen kétszer), 23 mérkőzésen kezdő volt.
A Bajnokok Ligája sorozatban is kapott lehetőséget, hatszor. Ebből ötször végig.
Az FC Basel kapuját bevette a BL-ben.

#### 2011-12
Harmadik bajor szezonjában 23 bajnokin gólt nem szerzett. 17 alkalommal kezdő volt, hatszor csere.
Összesen 39-szer kapott lehetőséget, a BL-ben 11-szer játszott, a Chelsea elleni (a két évvel ezelőttihez hasonlóan elvesztett) döntőn végig a pályán volt.

#### 2012-13
Részben Javi Martínez rekordösszegért való érkezése miatt Timoscsuk kiszorult a kezdőből, szinte minden meccsen padozott vagy beállt. Egyszer betalált 16 mérkőzésén, a Freiburg ellen.
Ennek ellenére jó szezonja volt, hisz  sikerült csapatának a triplázás, ami 2010-ben nem. A Bundesligát rekorddal nyerték, a BL-döntőben pedig a Borussia Dortmundot verték 2-1-re, majd a VfB Stuttgart ellen diadalmaskodtak a kupafináléban. Timo mindegyiket őszinte örömmel ünnepelte, annak ellenére, hogy nem tudott vállalni jelentős részt belőlük.

### Újra a Zenyitnél
Miután mindent megnyert a bajorokkal, kontraktusa pedig lejárt, a Zenyit ingyen szerezte vissza. 2015-ig szóló szerződést kötött régi-új klubjával.

## Nemzetközi szereplés
Timoscsuk hazája válogatottjában 2000 áprilisában mutatkozott be Bulgária ellen. Később kulcsembere lett az ukrán csapatnak, kijutott velük a 2006-os németországi világbajnokságra, sikeresek voltak.
Konkrétan az ukránok a negyeddöntőig meneteltek, ahol is a későbbi győztes olasz csapat állította meg őket. Timoscsuk mind az öt mérkőzést végigjátszotta az ukrán csapatban. Összességében jó teljesítményt nyújtott az az ukrán válogatott, mely az első világbajnokságára jutott ki. 144 alkalommal ölthette magára az ukrán válogatott mezét, négy gólt szerzett, és ő lett a csapatkapitány a legendás Andrij Sevcsenko után. 2016 nyarán visszavonult a válogatottól.